# 耶律敵剌
耶律敵剌（やりつ てきら、生没年不詳）は、遼（契丹）の軍人。字は合魯隠。

## 経歴
遙輦氏の鮮質可汗の子として生まれた。騎射を得意とし、儀礼と文章を好んだ。耶律阿保機が即位すると、耶律海里とともに輔政にあたった。耶律阿保機は敵剌を信任して、儀礼をつかさどらせ、なおかつ軍事を委ねた。後に内乱を平定した功績により、敵剌は蕭轄里に代わって奚六部吐里となった。

## 伝記資料
- 『遼史』巻74 列伝第4